# Dawn Harper-Nelson
Dawn Harper-Nelson (née le 13 mai 1984 à East Saint Louis) est une athlète américaine, spécialiste du 100 mètres haies, championne olympique en 2008 à Pékin et vice-championne olympique en 2012 à Londres.

## Biographie
Fille de Henry et Linda Harper, elle réside à Los Angeles, mariée à Craig Everhart et est entraînée par Bob Kersee. 
Blessée en février 2008, Harper s'est qualifiée cette même année pour les Jeux olympiques de Pékin en terminant 3e des sélections américaines avec un temps de 12 s 62. Lors de la finale des Jeux de Pékin, elle a bénéficié d'un mauvais passage de l'avant dernière haie de la favorite, LoLo Jones, qui fut très ralentie et termina au septième rang alors qu'elle était en tête de la course. Dawn Harper remporte finalement le titre olympique en 12 s 54, devant l'Australienne Sally McLellan et la Canadienne Priscilla Lopes-Schliep.
En 2009, elle remporte le 100 m haies des Championnats des États-Unis d'athlétisme en 12 s 36, à Eugene, avec un vent favorable de 2,2 m/s. Elle se classe septième des Championnats du monde de Berlin dans le temps de 12 s 81.
Dawn Harper améliore son record personnel en finale des Championnats du monde 2011, à Daegu, en réalisant le temps de 12 s 47. Elle termine troisième de la course, derrière Sally Pearson et Danielle Carruthers.
Son début de saison 2012 est plutôt prometteur, en salle d'abord, en plein air ensuite. Ainsi, par exemple, le 31 mai au meeting de Rome, elle termine première du 100 m haies (12 s 66) devant sa compatriote Kellie Wells. Aux Jeux de Londres elle perd son titre olympique en terminant 2e derrière l'australienne Sally Pearson. Elle remporte la Ligue de diamant 2012 après ses succès à Stockholm et Zurich.
En juin 2013, dans un vent légal de 1,2 m/s, Brianna Rollins, qui vient de passer professionnelle après avoir couru pour l'Université de Clemson (Caroline du Sud), devance à Des Moines (Iowa) en finale des sélections américaines pour les Mondiaux 2013 Queen Harrison (12 s 43) et Nia Ali (12 s 48) pour améliorer de 7 centièmes de seconde le record des États-Unis, détenu depuis treize ans par Gail Devers. Elle égale la troisième performance de l'histoire en 12 s 26. Kellie Wells et Lolo Jones n'iront pas aux Mondiaux de Moscou, prenant respectivement les 4e et 5e places dans une finale à laquelle ne participait pas Dawn Harper, déjà qualifiée en tant que gagnante de la ligue de diamant 2012. Aux Championnats du monde de Moscou, Harper échoue au pied du podium en 12 s 59.
Elle remporte les ligues de diamant 2013, 2014 et 2015, la Coupe continentale 2014. Aux Championnats du monde de Pékin en août 2015, Dawn Harper est présente pour pouvoir remporter le titre qui lui manque. Malheureusement, elle échoue pour la quatrième fois consécutive après une chute en demi-finale.
Le 8 février 2017, Dawn Harper-Nelson est suspendue pour trois mois à la suite d'un contrôle antidopage positif. La suspension prend fin le 28 février suivant, celle-ci commençant au 1er décembre. Elle se défend sur les réseaux sociaux, ayant dû être hospitalisée. Le 24 juin, elle termine 4e du Championnats des États-Unis mais rejoint l'équipe américaine pour les Championnats du monde de Londres car Kendra Harrison, vainqueur, a une wild card en tant que lauréate de la Ligue de diamant 2016. Le 12 août, elle déjoue les favorites en décrochant la médaille d'argent des championnats du monde de Londres en 12 s 63, battue par sa rivale de Londres 2012 Sally Pearson (12 s 59). Elle devance l'Allemande Pamela Dutkiewicz, bronzée en 12 s 72.
Le 28 avril 2018, elle annonce que cette saison sera la dernière de sa carrière, souhaitant désormais devenir mère et ouvrir un restaurant. Pour ses derniers championnats nationaux, Dawn Harper-Nelson termine 5e en 12 s 93.
Elle met un terme à sa carrière en septembre 2018,.
Elle donne naissance à son premier enfant, une fille, en avril 2019.
Le 4 novembre 2019, elle annonce son retour à la compétition.

## Palmarès

### International
| Date | Compétition                        | Lieu             | Résultat | Épreuve     | Temps   |
| ---- | ---------------------------------- | ---------------- | -------- | ----------- | ------- |
| 2003 | Championnats panaméricains juniors | Bridgetown       | 1re      | 100 m haies | 12 s 87 |
| 2007 | DécaNation                         | Paris            | 1re      | 100 m haies | 13 s 42 |
| 2008 | Jeux olympiques                    | Pékin            | 1re      | 100 m haies | 12 s 54 |
| 2008 | Finale mondiale                    | Stuttgart        | 3e       | 100 m haies | 12 s 67 |
| 2009 | Championnats du monde              | Berlin           | 7e       | 100 m haies | 12 s 81 |
| 2009 | Finale mondiale                    | Thessalonique    | 2e       | 100 m haies | 12 s 61 |
| 2011 | Championnats du monde              | Daegu            | 3e       | 100 m haies | 12 s 47 |
| 2012 | Jeux olympiques                    | Londres          | 2e       | 100 m haies | 12 s 37 |
| 2012 | Ligue de diamant                   | Ligue de diamant | 1re      | 100 m haies | détails |
| 2013 | Championnats du monde              | Moscou           | 4e       | 100 m haies | 12 s 59 |
| 2013 | Ligue de diamant                   | Ligue de diamant | 1re      | 100 m haies | détails |
| 2014 | Coupe continentale                 | Marrakech        | 1re      | 100 m haies | 12 s 47 |
| 2014 | Ligue de diamant                   | Ligue de diamant | 1re      | 100 m haies | détails |
| 2015 | Ligue de diamant                   | Ligue de diamant | 1re      | 100 m haies | détails |
| 2016 | Ligue de diamant                   | Ligue de diamant | 2e       | 100 m haies | détails |
| 2017 | Championnats du monde              | Londres          | 2e       | 100 m haies | 12 s 63 |
| 2017 | Ligue de diamant                   | Ligue de diamant | 6e       | 100 m haies | 12 s 93 |
| 2018 | Ligue de diamant                   | Ligue de diamant | 8e       | 100 m haies | 13 s 08 |

### National
- Championnats des États-Unis
  - vainqueur du 100 m haies en 2009, 2012 et 2015 ; 3e en 2008 et 2011

## Records
| Épreuve     | Épreuve   | Performance | Lieu         | Date         |
| ----------- | --------- | ----------- | ------------ | ------------ |
| 100 m haies | Plein air | 12 s 37     | Londres      | 7 août 2012  |
| 60 m haies  | En salle  | 7 s 98      | Fayetteville | 10 mars 2006 |

### Meilleures performances par année
| Année | Temps   | Date             | Lieu           | Rang Mondial |
| ----- | ------- | ---------------- | -------------- | ------------ |
| 2001  | 13 s 54 | 19 mai 2001      | Champaign      | 184          |
| 2002  | 13 s 63 | 13 juillet 2002  | Tulsa          | 211          |
| 2003  | 13 s 33 | 18 mai 2003      | Los Angeles    | 114          |
| 2004  | 13 s 16 | 14 mai 2004      | Tucson         | 76           |
| 2005  | 12 s 91 | 15 mai 2005      | Westwood       | 35           |
| 2006  | 12 s 80 | 27 mai 2006      | Provo          | 22           |
| 2007  | 12 s 67 | 12 août 2007     | Bochum         | 10           |
| 2008  | 12 s 54 | 19 août 2008     | Pékin          | 6            |
| 2009  | 12 s 48 | 19 août 2009     | Berlin         | 3            |
| 2010  | -       | -                | -              | -            |
| 2011  | 12 s 47 | 3 septembre 2011 | Daegu          | 2            |
| 2012  | 12 s 37 | 7 août 2012      | Londres        | 2            |
| 2013  | 12 s 48 | 6 septembre 2013 | Bruxelles      | 3            |
| 2014  | 12 s 44 | 5 juillet 2014   | Paris          | 1            |
| 2015  | 12 s 48 | 26 juin 2015     | Eugene         | 3            |
| 2016  | 12 s 65 | 27 août 2016     | Paris          | 13           |
| 2017  | 12 s 63 | 11 août 2017     | Londres        | 12           |
| 2018  | 12 s 75 | 2 juillet 2018   | Székesfehérvár | 22           |
| 2019  | -       | -                | -              | -            |
| 2020  | 13 s 17 | 29 août 2020     | Des Moines     | 40           |
| 2021  | 13 s 12 | 19 juin 2021     | Eugene         | 120          |